# Podmilj
Podmilj este o localitate din comuna Lukovica, Slovenia, cu o populație de 48 de locuitori.